# Dorsale di Gorda
La dorsale di Gorda è una dorsale oceanica, un margine divergente di placche tettoniche, situata sul fondo dell'Oceano Pacifico nordorientale, al largo della costa dell'Oregon e della California settentrionale, a nord di capo Mendocino. La dorsale si estende verso nord-est partendo dalla zona di frattura di Mendocino fino ad arrivare ad un altro margine trasforme, la zona di faglia di Blanco (talvolta impropriamente chiamata "zona di frattura di Blanco").
La dorsale di Gorda è parte del margine di placca che separa la placca pacifica, a ovest, dalla placca di Gorda, a est. Quest'ultima, assieme alla placca di Juan de Fuca e alla placca Explorer, a nord, costituisce quello che rimane della grande placca Farallon la cui maggior parte ha, nel tempo, subdotto sotto la placca nordamericana.
Così come le più settentrionali dorsale di Juan de Fuca e dorsale Explorer, la dorsale di Gorda fa parte di quello che rimane della dorsale pacifica di Farallon nel Pacifico nordorientale.

## Importanza per la geologia
Grazie alla loro vicinanza alla crosta continentale e alla terraferma, la dorsale di Gorda e la depressione di Escanaba, presente nella parte più meridionale della dorsale, sono di estrema importanza per la ricerca geologica. 
La depressione di Escanaba dà infatti ai ricercatori la possibilita di osservare parecchi dettagli riguardo alla tettonica delle placche, al vulcanismo, alla formazione di minerali e all'attività biologica in questi ambienti che non sono normalmente visibili nelle comuni dorsali oceaniche.